# Antisettico
L'antisettico è un mezzo fisico o chimico con la proprietà di impedire o rallentare lo sviluppo dei microbi, all'esterno, sulla superficie o all'interno di un organismo. 
Il più comune antisettico presente in natura è il calore; le alte temperature sono utilizzate quali antisettico per strumenti ed abbigliamento.

## Storia
Nel 1895 Joseph Lister, divenuto professore di chirurgia presso l'Università di Glasgow, intuì che le infezioni di una ferita non dipendono solo dalle sostanze presenti nell'aria o dai batteri e microbi contenuti nella ferita stessa: possono essere provocate o alimentate dai microbi presenti sulle mani degli stessi medici. Lister impose ai chirurghi di lavare le mani con un sapone antisettico, inizialmente costituito da acido carbolico (fenolo, il sapone carbolico), perché notò l'arresto immediato di un'infezione dopo aver spruzzato la sostanza sulla parte lesa. La soluzione fu quindi utilizzata sui medici e sui loro abiti, sui pazienti e sulle loro ferite, diminuendo il tasso di gangrena e infezioni mortali. L'ultima intuizione di Lister fu quella di obbligare i chirurghi a utilizzare dei guanti in lattice vietando così i guanti di materiale poroso (cotone), i quali venivano adoperati anche su più pazienti nell'arco di una giornata. L'acido carbolico o fenico è stato per secoli adoperato come disinfettante e deodorante per fogne.
Lister, agli albori del 1900, contribuì profondamente e in modo assolutamente silenzioso e inconsapevole al boom demografico che presto sarebbe esploso nell'intero pianeta, perché la ginecologia ebbe molte madri morte in meno e molti bambini nati in più.

## Proprietà chimiche
Chimicamente l'antisettico ha azione sia sul germe ospite che sull'apparato ospitante, con il limite di ledere le cellule di quest'ultimo. La ricerca si è quindi concentrata sull'elaborazione di antisettici attivi che siano il più possibili innocui nell'alterazione dell'equilibrio fisiologico.
Particolare importanza sta assumendo l'uso degli antisettici in complemento o talora in sostituzione degli antibiotici, poiché non determinano resistenza, come invece si rileva sempre più diffusamente con l'uso ripetuto degli antibiotici.

## Antisettici diffusi
I principali antisettici utilizzati sono:
- Permanganato di potassio
- Acido borico
- Fenoli
- Perossido di idrogeno
- alcool etilico idrato
- Solfato di rame
- Ipocloriti
- Chimerosa
- Clorexidina
- Merbromina
- Creolina
- Esilresorcinolo
- Ioduri
- Acido salicilico GT
- Octafonio

## Aspetti regolatori
Gli antisettici, specificatamente destinati al trattamento di cute lesa e mucosa, sono stati classificati da diverso tempo come "specialità medicinali" e, pertanto, sottoposti all'identificazione attraverso il relativo numero di Autorizzazione all'Immissione in Commercio (AIC) rilasciato dall'Agenzia Italiana del Farmaco (AIFA); nella classificazione internazionale Anatomica Terapeutica Chimica dei farmaci (ATC) rientrano nel gruppo D08.
Gli antisettici destinati al trattamento della cute integra, tra cui rientrano i detergenti antisettici per le mani, i prodotti per la terapia iniettiva e per la preparazione del campo operatorio, sono classificati come "presidi medico-chirurgici".
Ambedue le categorie rientrano nell'insieme dei "biocidi" definiti dal Decreto Legislativo 25/02/2000 n. 174 come "i principi attivi e i preparati contenenti uno o più principi attivi, presentati nella forma in cui sono consegnati all'utilizzatore, destinati a distruggere, eliminare, rendere innocui impedire l'azione o esercitare altro effetto di controllo su qualsiasi organismo nocivo con mezzi chimici o biologici".